# 유포자들
유포자들(The Distributors)은 한국에서 제작된 홍석구 감독의 2022년 범죄, 드라마, 스릴러 영화이다. 박성훈 등이 주연으로 출연하였다.

## 출연

### 주연
- 박성훈
- 김소은
- 송진우
- 박주희
- 임나영

조연
단역